# Kimmy Whitson
Kimmy Whitson (* 20. November 1993 in Palo Alto) ist eine US-amerikanische Volleyballspielerin.

## Karriere
Whitson begann ihre Karriere an der Palo Alto High School im Team der Vikings. 2012 begann sie ihr Studium der Informatik und angewandten Wirtschaftswissenschaft an der University of the Pacific in Stockton. In dieser Zeit spielte sie in der Universitätsmannschaft Pacific Tigers. Im Sommer 2016 wurde die Zuspielerin vom deutschen Bundesligisten Ladies in Black Aachen verpflichtet. Als der Verein im Dezember desselben Jahres für ihre Position die Nationalspielerin Femke Stoltenborg verpflichtete, verließ sie Aachen mit unbekanntem Ziel.